# Compatibilismo
El compatibilismo es la creencia en que el libre albedrío y el determinismo son mutuamente compatibles y que es posible creer en ambos sin ser lógicamente inconsistente. Los compatibilistas consideran que la libertad puede estar presente o ausente en situaciones por razones no metafísicas. De esta forma, generalmente se define el libre albedrío como la libertad para actuar según motivos propios a cada uno.[cita requerida]
En la misma línea, la libertad política sería un concepto no metafísico. Declaraciones de libertad política, como la Carta de Derechos de los Estados Unidos supondrían libertad moral: la capacidad de escoger actuar de forma distinta a la que uno lo hace.[cita requerida]

## Historia

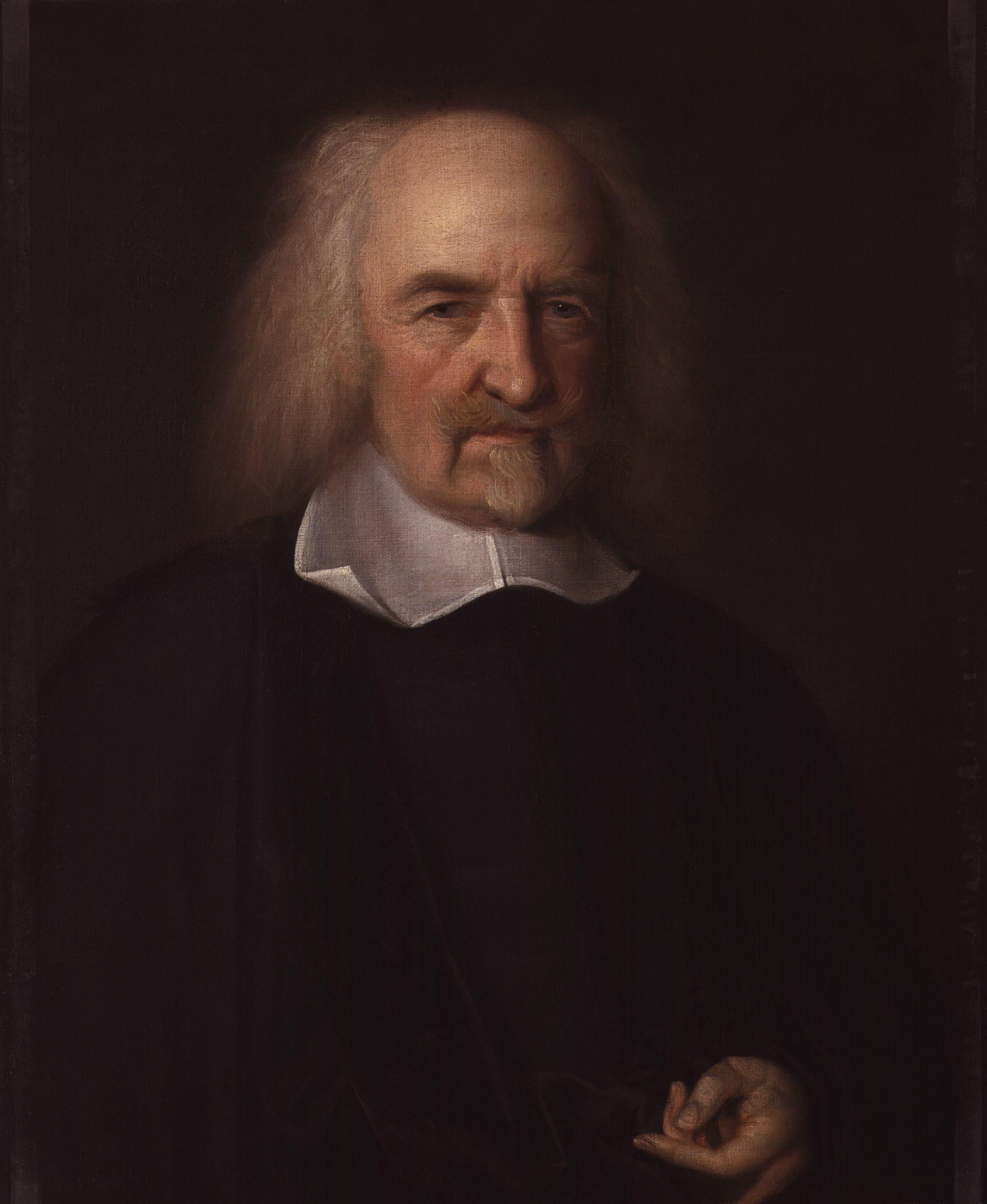
Thomas Hobbes, un compatibilista.

El compatibilismo fue central a la filosofía de los antiguos estoicos, escolásticos medievales (como Tomás de Aquino) y filósofos de la ilustración (como David Hume y Hobbes).
La noción de libre albedrío compatibilista se ha atribuido tanto a Aristóteles como a Epicteto. Crísipo, influenciado por Aristóteles es considerado el primer compatiblista. Más específicamente, los escolásticos, incluyendo a Tomás de Aquino, rechazaron lo que hoy en día se llama «incompatibilismo», afirmando que los humanos podrían actuar de forma distinta a la que lo hacen, debido a que de no ser así, el concepto de pecado sería inconsistente. En cuanto a los Jesuitas (véase molinismo), su preocupación fue reconciliar la omnisciencia divina de quién sería salvado con la agencia moral de cada persona. El vocablo «compatibilismo» fue acuñado más tarde, en el siglo XX.    

Qué es libertad. LIBERTAD significa, propiamente hablando, la ausencia de oposición (por oposición significo impedimentos externos al movimiento); puede aplicarse tanto a las criaturas irracionales e inanimadas como a las racionales. [...] De acuerdo con esta genuina y común significación de la palabra, es un HOMBRE LIBRE quien en aquellas cosas de que es capaz por su fuerza y por su ingenio, no está obstaculizado para hacer lo que desea.
Leviatán, Capítulo XXI: De la "libertad" de los súbditos

Durante el siglo XX, compatibilistas presentaron argumentos novedosos que diferían de los argumentos clásicos de Hume, Hobbes y John Stuart Mill. Prominentemente, Harry Frankfurt popularizó los que hoy en día se conocen como los contraejemplos de Frankfurt para argumentar en contra del incompatibilismo, y desarrolló un modelo positivo del albedrío compatibilista basado en «voliciones de alto nivel». Otros «nuevos compatibilistas» incluyen a Gary Watson, Susan R. Lobo, P. F. Strawson, y R. Jay Wallace.
Los compatibilistas contemporáneos van desde el filósofo y científico cognitivo, Daniel Dennet, más específicamente en sus libros Elbow Room (1984) y Freedom Evolves (2003), hasta el filósofo existencialista Frithjob Bergmann. Probablemente el más reconocido defensor contemporáneo del compatibilismo es John Martin Fischer.

## Definiendo el libre albedrío

Arthur Schopenhauer.

Los compatibilistas a menudo definen una instancia de «libre albedrío» como una en que el agente tuvo libertad para actuar según su motivación propia. Es decir, donde el agente no fue coaccionado o restringido de alguna forma. Schopenhauer dijo, «el hombre puede hacer lo que quiera, pero no puede querer lo que quiera.».
En otras palabras, a pesar de que un agente a menudo sea libre de actuar según un motivo, la naturaleza de aquel motivo está determinada. Nótese también que esta definición de libre albedrío no depende la verdad o falsedad del determinismo causal. Este punto de vista también hace el libre albedrío similar al concepto de autonomía, la capacidad de vivir según reglas propias, al contrario de ser sometido a dominación externa.

### Alternativas desde la imaginación

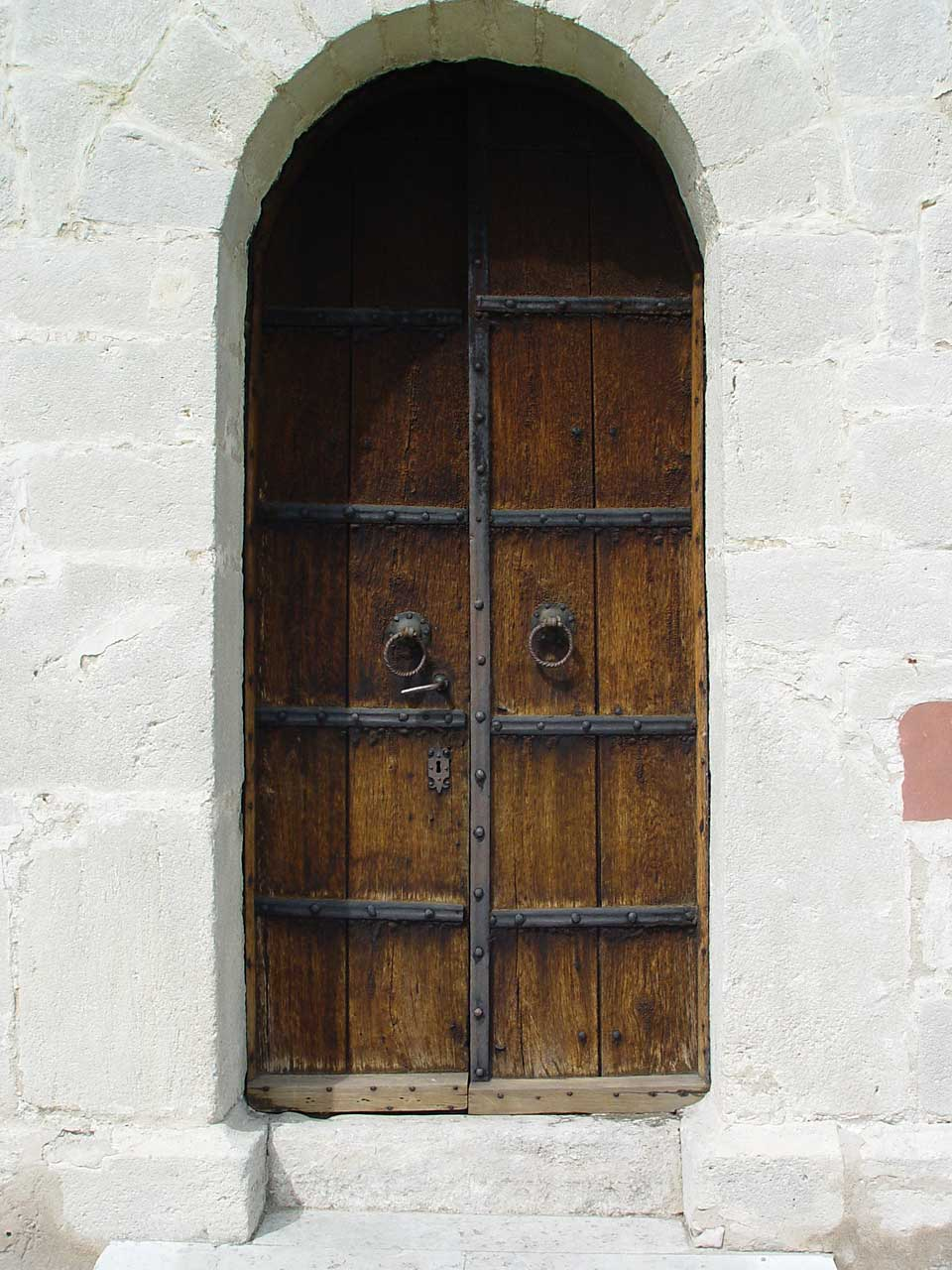
Decir «puede haber una persona detrás de esa puerta» meramente expresa ignorancia acerca de la realidad ya determinada.

Algunos compatibilistas afirman tanto el determinismo causal (todo efecto tiene una causa) y el determinismo lógico (el futuro ya está determinado) como verdaderos. En ese sentido, afirmaciones sobre el futuro (e.j «va a llover mañana») son o verdaderas o falsas al ser dichas, y no después. Esta forma de compatibilismo no debería ser entendida como una habilidad de poder haber actuado diferente en una situación idéntica, sino como la capacidad de una persona para elegir entre varias opciones, a pesar de que su elección se encuentre siempre determinada por factores externos. Si un compatibilista dice «puede que vaya mañana, o puede que no» se refiere a su propia ignorancia de que es lo que va a escoger, no a la indeterminación inherente de tal decisión.

### No-naturalismo
Alternativas a la física estrictamente naturalista, como el dualismo mente-cuerpo que postula que la mente o alma existe de forma separada al propio cuerpo al percibir, pensar o elegir, y por consiguiente actuando de forma independiente del cuerpo, abarcan tanto perspectivas tradicionalmente religiosas, como menos comúnmente conceptos compatibilistas modernos. Al ser consistentes con tanto la autonomía y el darwinismo, permiten que exista agencia personal sin desafiar directamente las leyes de la física. Aunque es significativamente menos popular entre filósofos de siglo XXI, esta clase de compatibilismo está presente en la mayoría, si no todas, las religiones.

## Críticas

El compatibilismo tiene mucho en común con el llamado «determinismo duro», entre otras cosas, sistemas morales y una creencia en el determinismo en sí.

Los críticos del compatibilismo a menudo se enfocan en la(s) definición(es) de libre albedrío: los compatibilistas están mostrando que algo es compatible con el determinismo, pero este algo no constituye realmente el libre albedrío. Un incompatibilista podría aceptar que la «libertad para actuar» es un criterio necesario para el libre albedrío, pero dudar que este sea suficiente. Estos consideran que el libre albedrío se refiere a alternativas genuinas para creencias, deseos o acciones, más que meramente posibilidades contrafactuales.
El compatibilismo es a veces llamado determinismo suave o determinismo blando de forma peyorativa (acuñado por William James). James los acusó de crear un «dilema de evasión» al «robar el nombre de libertad para enmascarar su determinismo subyacente». Kant lo llamó un «subterfugio» miserable y «malabares de palabras». Kant argumenta desde la posición de que, aunque todos los fenómenos empíricos deben resultar de causas determinantes, el pensamiento humano introduce algo que no tiene un paralelo equivalente en la naturaleza: la habilidad para concebir el mundo en cuanto a como debería ser o como podría ser de otra forma. Para Kant, el razonamiento subjetivo es necesariamente distinto de cómo el mundo está constituido empíricamente. Debido a su capacidad de distinguir lo que es de lo que debería, el razonamiento es capaz de «espontáneamente» originar eventos nuevos, sin ser determinado por lo que ya existe. Es en este principio que Kant argumenta contra una versión de compatibilismo en que, por ejemplo, las acciones de un delincuente son entendidos como una mezcla de fuerzas determinantes y libre elección, que Kant considera que es un mal uso de la palabra «libre». Kant propone que afirmar una posición compatibilista involucra negar la  capacidad esencialmente subjetiva para reconsiderar un curso de acción que ha sido escogido, en términos de lo que debe ocurrir. Ted Honderich describe cómo en su opinión, el error del compatibilismo reside en afirmar que nada cambia como consecuencia del determinismo, cuándo según él, claramente hemos perdido la esperanza fundamental en la «originación».